# Vicente Lleó Balbastre
Vicente Lleó Balbastre (Torrente, 19 de noviembre del 1870-Madrid, 28 de noviembre de 1922) fue un compositor español conocido fundamentalmente por su obra lírica, de entre la que cabe destacar la zarzuela La corte de Faraón.

## Biografía
Nacido el 19 de noviembre de 1870 en la localidad valenciana de Torrente, fue escolano del Real Colegio del Corpus Christi de Valencia, estudió de la mano de Juan Bautista Plasencia y Lamberto Alonso. A los trece años compuso la primera obra, Dixit Dominus para ser interpretada por el Colegio del Corpus Christi, y a los diecisiete años compuso la primera obra para el teatro: De València al Grau. Estudió en el Conservatorio de Valencia con Salvador Giner.
Después de una breve estancia en Barcelona se estableció en Madrid en 1896, donde no solo se dedicó a la composición, sino también a la política y donde fundó un diario, que fue un rotundo fracaso. En Madrid fue empresario de zarzuela en compañía de Amadeo Vives, empresa que también fracasó y que le obligó a comenzar una gira por América con tal de recuperar las pérdidas. Fallecido el 28 de noviembre de 1922, fue enterrado en el cementerio de la Almudena.
Su producción está muy influida por la opereta centroeuropea. Efectivamente adaptó diferentes títulos de operetas italianas y austriacas, un ejemplo bien claro fue su adaptación de El Conde de Luxemburgo, de Franz Lehár. 
Lleó es recordado fundamentalmente por su zarzuela arrevistada La corte de Faraón, de 1910, título básico del repertorio zarzuelero. Sobre un libreto sicalíptico de Perrín y Palacios, fue estrenada con gran éxito en el Teatro Eslava de Madrid, disfrutando de más de 700 representaciones. Está basada en una obra francesa sobre el episodio bíblico del casto José y la esposa de Putifar. Las representaciones en vivo de esta obra fueron prohibidas durante la dictadura franquista, por su tono erótico e irreverente, aunque fue portada al disco. En 1985 se llevó al cine, en una versión muy libre y diferente protagonizada por Ana Belén y Antonio Banderas. 
Su penúltima zarzuela, ¡Ave César! fue estrenada dos meses después de su muerte. La última obra suya estrenada fue La piscina de Buda terminada por Reveriano Soutullo y Juan Vert y fue estrenada por la compañía de Salvador Videgain.

## Obras

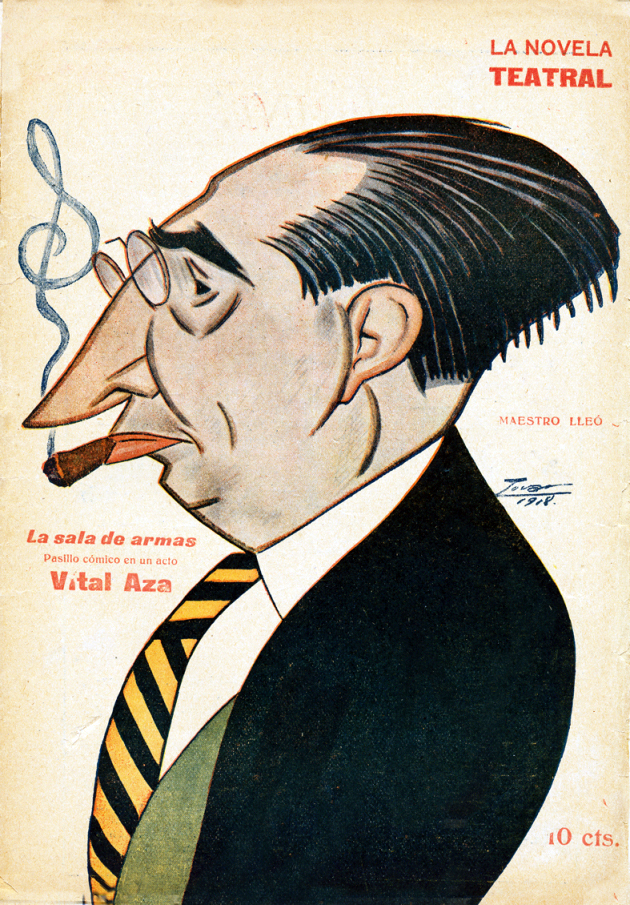
Caricaturizado por Tovar (1918)

Entre la producción propia cabe destacar las zarzuelas:
- De Valencia al Grao
- El mozo crúo (con Rafael Calleja)
- La carne flaca
- La república del amor junto a Antonio Paso y Cano y Sr. Aragón.
- Los presupuestos de Villapierde
- La taza de té
- La piscina de Buda (con Reveriano Soutullo y Juan Vert)
- Ave Cesar
- La alegre trompetería
- El método Gorritz
- Los tres maridos burlados
- Ruido de campanas (1907)
- La corte de Faraón (1910)
- La copa encantada
- Apaga y vamonos
- El maestro Campanone
- El pícaro mundo (con Manuel Fernández Caballero)
- Episodios Nacionales (con Amadeo Vives)

Así como la ópera:
- Inés de Castro